# Errachidia

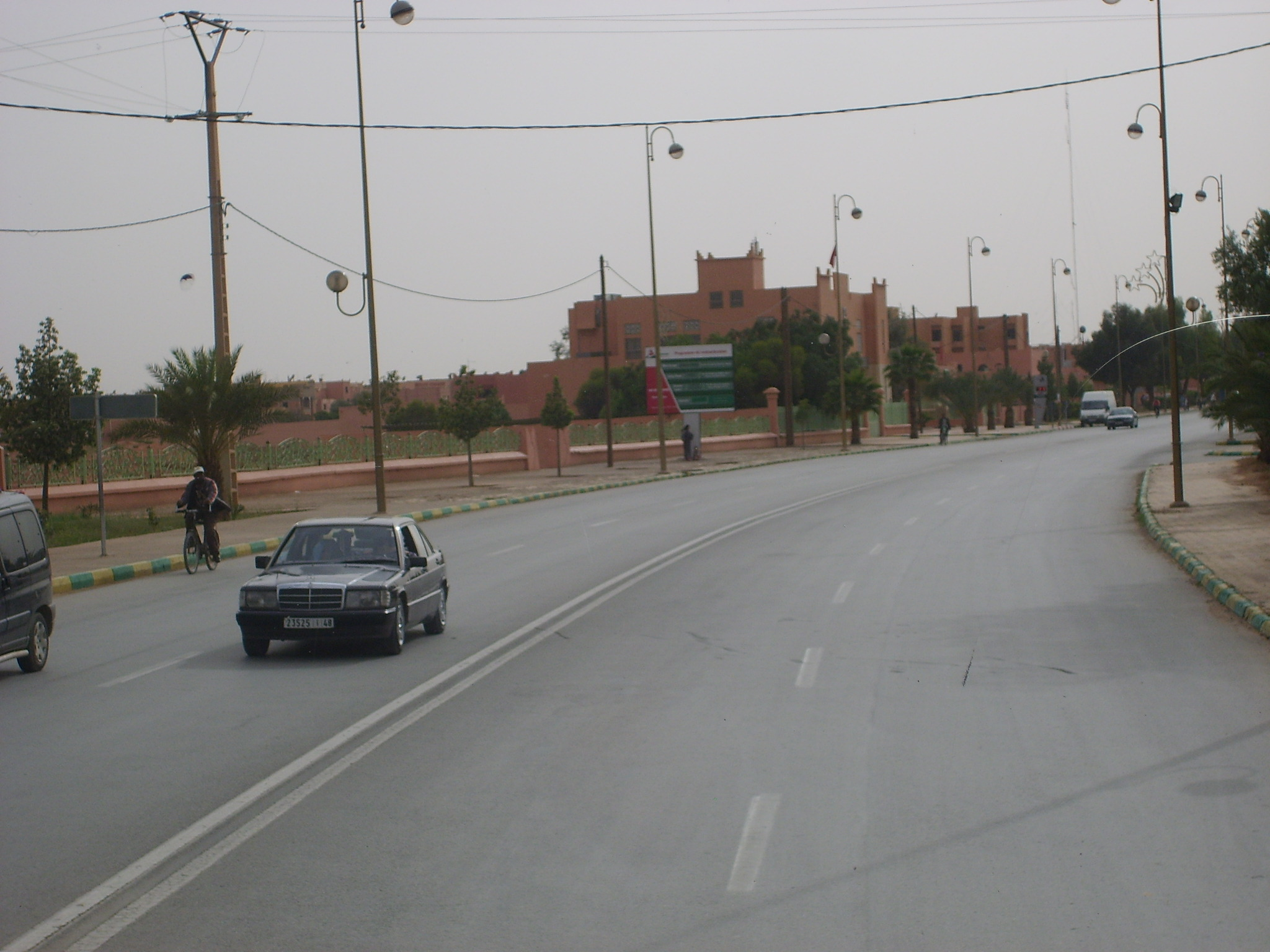
Gata i Errachidia.

Errachidia (alternativt Er-Rachidia) är en stad i Marocko och är administrativ huvudort för provinsen Errachidia som är en del av regionen Drâa-Tafilalet. Folkmängden uppgick till 92 374 invånare vid folkräkningen 2014.